# Sebastian Bach (cantautor)
Sebastian Philip Bierk, cunoscut profesional sub numele de Sebastian Bach, (n. 3 aprilie 1968, Freeport, Bahamas) este un cantautor canadian, care a atins succes comercial și critic ca muzicianul reprezentativ (în engleză, frontman) al formației americane Skid Row între 1987 și 1996. Bach continuă să fie un muzician cu o carieră solo, actor pe Broadway, având, de asemenea apariții în film și în televiziune.

## Carieră

### Kid Wikkid (1983–1985)
Membri trupei Kid Wikkid locuiau în Peterborough, provincia Ontario. Auzind de formație și neștiind nimic despre vârstele lor, tânărul de 14 ani Bach a audiat pentru grup, fiind angajat de chitaristul solo și liderul grupului, Jason Delorme. Trupa Kid Wikkid s-a mutat apoi înapoi la Toronto, iar tatăl lui Bach i-a permis tânărului muzican să locuiască la una din mătușile sale.

## Viață personală
Sebastian Bach s-a născut în Insulele Bahamas și a fost crescut în Peterborough, Ontario. La sfârșitul anilor 2000 a locuit în Red Bank, statul  New Jersey. În august 2011, casa sa din New Jersey a fost sever lovită de Uraganul Irene și declarată nelocuibilă. Diverse artefacte aparținând trupelor KISS și Skid Row (incluzând master tapes ale formație Skid Row) fuseseră în casă, dar nici care dintre ele nu au fost deteriorate dar obiectele de artă ale tatălui său, cărți, comic books, și alte artefacte KISS (din turul lor din 1979) au fost deteriorate în grade diferite.